# Старик (рукав Днепра, Черниговская область)
Старик (укр. Старик) — левый рукав реки Днепр, расположенный на территории Черниговского района (Черниговская область, Украина).

## География
Длина — 9,7 км.
Русло сильно-извилистое, с крутыми поворотами. Сообщается временными и постоянными протоками (например, Кривуля) с основным руслом реки Днепр. Рукав Старик и основной рукав Днепра образовывают группу островов. Берега верхнего течения обрывистые с пляжами и без, высотой 2-3 м. В среднем течение ответвляется протока Старик с множеством водотоков, которая также впадает в Днепр. Сообщается с озером Казар. Берега заняты лесными насаждениями.
Рукав ответвляется от основного русла Днепра западнее села Загатка. Река течёт на юго-восток. Впадает в реку Днепр (на 1039-м км от её устья) юго-восточнее деревни Нижние Жары. Нижнее течение служит государственной границей Украины и Белоруссии.
Притоки: (от истока к устью) Смолова, безымянные ручьи, протоки
Населённые пункты (от истока к устью):
1. Загатка
2. Повидов
3. Прохоров